# Santuario della Madonna dell'Olivo
Il santuario della Madonna dell'Olivo è un luogo di culto cattolico situato nella località di Bacezza, in piazza Madonna dell'Olivo, nel comune di Chiavari nella città metropolitana di Genova. La chiesa è sede della parrocchia di Santa Maria e San Biagio in Bacezza del vicariato di Chiavari-Lavagna della diocesi di Chiavari.
La principale festività si celebrano nelle giornate del 2 e 3 febbraio per le ricorrenze religiose della Candelora e di san Biagio. L'inno di Nostra Signora dell'Olivo, intitolato Sulla verde fiorita collina, è stato composto e musicato dal maestro e sacerdote Giovanni Battista Campodonico nel 1936.

## Storia

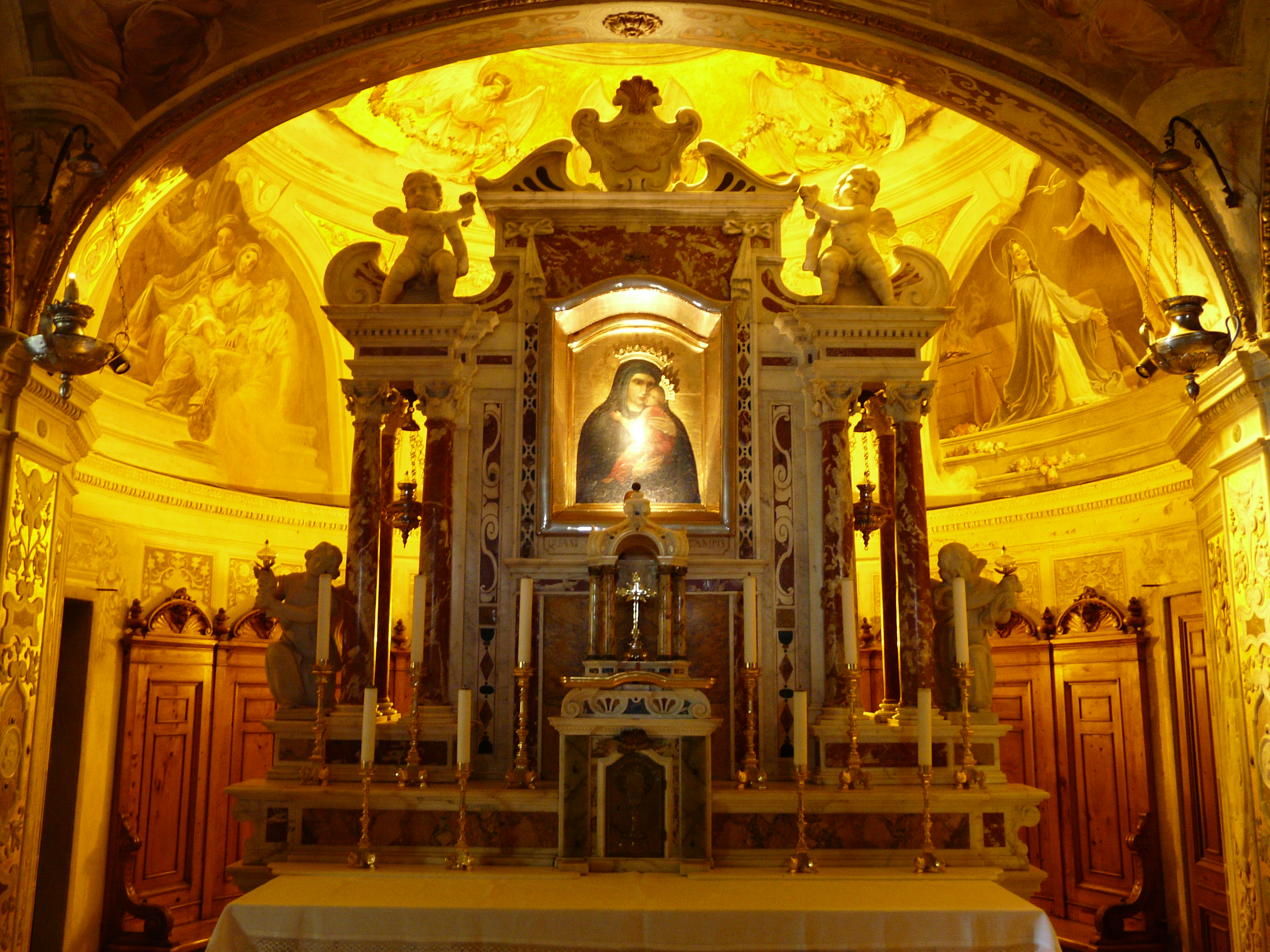
La cripta del santuario

Il santuario mariano è situato in località Bacezza lungo la strada statale 1 Via Aurelia. Secondo la tradizione locale fu in questo luogo che nel 936 un tessitore di Rovereto (frazione di Chiavari) in cammino verso la cittadina marinara trovò su un albero di ulivo un quadretto raffigurante la Vergine Maria con il Bambino Gesù. Sempre secondo i racconti locali, i contadini della zona, già nelle notti precedenti, videro inoltre un bagliore all'altezza dell'uliveto. Si decise pertanto per la costruzione di un tempio religioso, una cappella, nella quale custodire e venerare la presunta immagine miracolosa.
I primi interventi di restauro risalgono al 1291, ma fu nel 1660 che la chiesa venne completamente riedificata, dopo il voto fatto dai chiavaresi per la liberazione della peste in città nel 1656. Nel corso del 2018 sono stati portati a compimento i lavori di ritinteggiatura della facciata.

## Descrizione

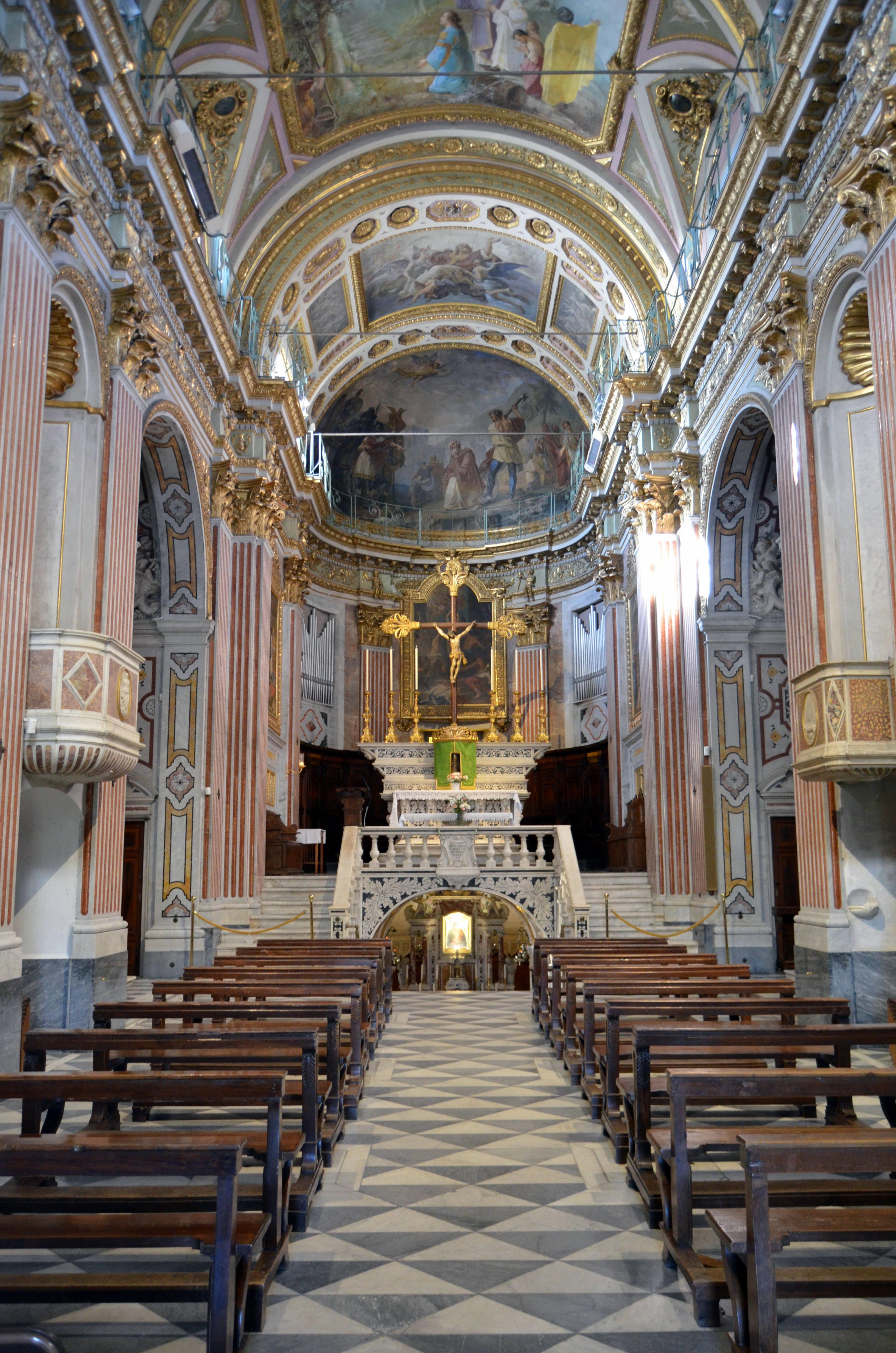
La navata

La facciata bianca di stile neoclassico, è divisa in  due registri "che delimitano il primo piano dal secondo piano" il secondo registro è diviso da quattro lesene ioniche al cui centro è presente la grande vetrata raffigurante l'assunzione mariana.Il primo registro presenta sei lesene a colonne tuscaniche al cui centro è presente l'ingresso.La chiesa è affiancato da due corpi di fabbrica i quali donano simmetria alla struttura ,la facciata è sormontata da un timpano, dominato da una statua mariana risalente al XVII secolo (l'originale è conservata dentro la chiesa)
La struttura del santuario è ad unica navata in stile tardo rinascimentale e presenta diversi cicli di affreschi dei pittori Paolo Baratta, Francesco Chiarella, Annunzio Barchi e Giuseppe Isola del XVIII-XIX secolo e raffiguranti principalmente le vicende del presunto quadretto mariano miracoloso. Sopra l'altare laterale di san Gaetano è presente inoltre una tela del pittore Giovanni Maria delle Piane, detto il Mulinaretto.
Nel 1936, nel corso del millenario ritrovamento del quadretto, l'intera struttura è stata nuovamente restaurata così come si presenta attualmente a cui è seguita l'incoronazione dell'immagine. All'interno sono inoltre presenti alcuni ex voto in prevalenza di carattere mariano.
Nell'abside, entro due nicchie, si trova l'organo a canne Tamburini opus 136, costruito nel 1936. Lo strumento è a trasmissione pneumatica e la sua consolle, situata nell'abside, ha due tastiere di 61 note ciascuna e pedaliera concavo-radiale di 32 note.